# Mann (rapper)
Mann, pseudonimo di Dijon Shariff Thames (Los Angeles, 17 luglio 1991), è un rapper statunitense.

## Biografia
Già noto per la sua abilità nel comporre testi e rappare, nel 2008 firma un contratto con l'etichetta Beluga Heights, l'etichetta discografica di J.R. Rotem.
Il suo album di debutto è stato Mann's World, pubblicato il 2 luglio 2011. Il primo singolo estratto è il singolo Text, cantato con la collaborazione di Jason Derulo. Tuttavia a lanciare la carriera di Mann è il singolo successivo Buzzin', del quale è stato fatto anche un remix, che prevede un pezzo cantato da 50 Cent. Il brano arriva alla sesta posizione nel Regno Unito, all'ottava in Scozia ed alla tredicesima della classifica Billboard US Rap.
Mann ha inoltre collaborato con Iyaz ed i Big Time Rush.

## Discografia

### Album
- Mann's World (2010)

### Singoli
- Text (feat. Jason Derulo) (2010)
- 9X Outta 10 (2010)
- Tell A Friend 2 Tell A Friend (2010)
- Till I'm On Top (2010)
- Buzzin' (feat. 50 Cent) (2010)
- The Mack (feat. Iyaz & Snoop Dogg) (2011)
- Get Money (Timati feat. Mims & Mann) (2012)